# Ummidia colemanae
Espèce
Ummidia colemanae est une espèce d'araignées mygalomorphes de la famille des Halonoproctidae.

## Distribution
Cette espèce est endémique du Texas aux États-Unis,. Elle se rencontre dans le comté de San Patricio.

## Description
La carapace du mâle holotype mesure 2,73 mm de long sur 2,56 mm.

## Étymologie
Cette espèce est nommée en l'honneur de l'aviatrice Bessie Coleman.

## Publication originale
- Godwin & Bond, 2021 : « Taxonomic revision of the New World members of the trapdoor spider genus Ummidia Thorell (Araneae, Mygalomorphae, Halonoproctidae). » ZooKeys, no 1027, p. 1-65 (texte intégral).